# Michail Nikolajewitsch Antonow
Michail Nikolajewitsch Antonow (russisch Михаил Николаевич Антонов; * 11. April 1972 in Moskau) ist ein russischer Korrespondent und Moderator des Fernsehsenders Rossija 1.

## Leben und Karriere
Michail Antonow wurde als Sohn einer Ingenieurin und eines Mitarbeiters des sowjetischen Geheimdienstes geboren. Nach dem Schulabschluss und dem Ableisten des Wehrdienstes studierte Antonow ab 1993 Journalistik an der Moskauer Staatlichen Universität. Zum ersten Mal trat Antonow im dritten Studienjahr im Fernsehen auf. Antonow wurde darauf Redakteur bei NTV. In der Zeit von 1997 bis 2000 arbeitete er dort als Nachrichtensprecher. Seit März 2000 ist Antonow Korrespondent und Moderator der Sendung Vesti des Fernsehsenders Rossija 1. Antonow gehört zudem als fester Journalist zur deutschen Niederlassung von Vesti.